# Sîḏa
Sîḏa är ett berg i Djibouti.   Det ligger i regionen Tadjourah, i den centrala delen av landet, 60 km nordväst om huvudstaden Djibouti. Toppen på Sîḏa är 1 226 meter över havet, eller 286 meter över den omgivande terrängen. Bredden vid basen är 8,8 km.
Terrängen runt Sîḏa är huvudsakligen kuperad. Runt Sîḏa är det mycket glesbefolkat, med 7 invånare per kvadratkilometer. Det finns inga samhällen i närheten. Omgivningarna runt Sîḏa är i huvudsak ett öppet busklandskap.